# Časová souslednost
Časová souslednost (latinsky consecutio temporum) je mluvnické pravidlo v některých jazycích, kde volba času v určitých typech vedlejších vět závisí na čase ve větě hlavní. Uplatňuje se např. v latině, románských a germánských jazycích, nikoliv však v češtině a dalších slovanských jazycích.

## Časová souslednost v anglickém jazyce
V případě souvětí, kde hlavní věta a její významové sloveso je v minulém tvaru, ostatní vedlejší věty se řídí pravidly o souslednosti časů. Z hlediska gramatického lze vysledovat celkem 4 typy souslednosti:
- Současný děj
- Budoucí děj
- Následný děj s výsledným vztahem
- Minulý děj

Slovesné časy ve vedlejších větách v češtině nevyjadřují minulost, přítomnost a budoucnost, ale předčasnost, současnost a následnost. Vztahují se k okamžiku promluvy. V angličtině ve větách typu nepřímé řeči musí být čas ve vedlejší větě v souladu s časem věty hlavní. Pokud hlavní věta obsahuje minulý čas, musí se čas věty vedlejší posunout do minulosti.

### Současný děj
V současném ději dochází k posunu slovesného času ve vedlejších větách z přítomného času na minulý. Aby mohlo být toto pravidlo aplikováno, musí významové sloveso hlavní věty být v minulém tvaru!
| Přítomný čas                 | Souslednost časů - současný děj |
| ---------------------------- | ------------------------------- |
| I think she works in a bank. | I thought she worked in a bank  |
| Myslím, že pracuje v bance   | Myslel jsem, že pracuje v bance |

| Hlavní věta     | Vedlejší věta                             | Český překlad                                        |
| --------------- | ----------------------------------------- | ---------------------------------------------------- |
| I didn´t notice | she was crossing the street.              | Nevšiml jsem si, že přechází ulici.                  |
| She said        | her classmates were nice to her.          | Řekla, že její spolužáci jsou k ní milí.             |
| I realized      | the text was not difficult to understand. | Zjistil jsem, že ten text není složitý na pochopení. |
| They thought    | they could jump over the fence.           | Mysleli si, že mohou přeskočit ten plot.             |
| I wondered      | why it started to snow in June.           | Divil jsem se, proč začalo v červnu sněžit.          |

Při změně nebo přechodu z přítomného času na minulý je také potřeba počítat se změnou příslovce podle skutečného místního nebo časového určení.
| NOW                               | then, at that moment                                         |
| HERE                              | there                                                        |
| YESTERDAY / LAST YEAR             | the day before / the previous year                           |
| TODAY / THIS MONTH / THIS YEAR    | that day / that month / that year                            |
| AGO                               | before                                                       |
| TOMORROW / NEXT MONTH / NEXT YEAR | the following day / the following month / the following year |
| SINCE                             | from                                                         |

U modálních sloves could / would / might / should nedochází k posunu do minulého tvaru. (She should study properly = The teacher said she should study properly / It would be so nice of her if she could help us. = He thought it would be so nice of her if she could help us.)

### Budoucí děj
| Budoucí čas             | Souslednost časů - budoucí děj |
| ----------------------- | ------------------------------ |
| I think he will buy it. | I thought he would buy it.     |
| Myslím, že to koupí.    | Myslel jsem, že to koupí.      |

| Hlavní věta  | Vedlejší věta                         | Český překlad                                |
| ------------ | ------------------------------------- | -------------------------------------------- |
| I was sure   | you would need it.                    | Byl jsem si jistý, že to budeš potřebovat.   |
| She promised | she would never give her secret away. | Slíbila, že její tajemství nikdy neprozradí. |
| It seemed    | it would be raining shortly.          | Zdálo se, že bude brzy pršet.                |

### Následný děj s výsledným vztahem
| Předpřítomný čas              | Souslednost časů - následný děj s výsledným vztahem |
| ----------------------------- | --------------------------------------------------- |
| I think he has lost his keys. | I thought he had lost his keys.                     |
| Myslím, že ztratil své klíče. | Myslel jsem, že ztratil své klíče.                  |

| Hlavní věta               | Vedlejší věta                              | Český překlad                                           |
| ------------------------- | ------------------------------------------ | ------------------------------------------------------- |
| I found                   | I had lost my way home.                    | zjistil jsem, že jsem se ztratil.                       |
| The policeman reminded me | I had forgotten to lock the car.           | Policista mi připomněl, že jsem zapomněl zamknout auto. |
| He believed               | he had passed the exam with flying colors. | Věřil, že úspěšně zvládl zkoušku.                       |

### Minulý vztah
| Minulý čas                                 | Souslednost časů - minulý vztah                 |
| ------------------------------------------ | ----------------------------------------------- |
| I think he sold the house many years ago.  | I thought he had sold the house many years ago. |
| Myslím, že prodal ten dům před mnoha lety. | Myslel jsem, že prodal ten dům před mnoha lety. |

| Hlavní věta        | Vedlejší věta                            | Český překlad                                    |
| ------------------ | ---------------------------------------- | ------------------------------------------------ |
| I replied          | she had gone to Paris.                   | Odepsal jsem, že odjela do Paříže.               |
| The parents felt   | their children had not enjoyed the game. | Rodiče cítili, že ta hra jejich děti nebavila.   |
| I finally admitted | I had not told the truth.                | Nakonec jsem připustil, že jsem nemluvil pravdu. |

V hovorové angličtině však velmi často nedochází k posunu, zejména v případech, kdy významově nedochází ke změně:
( Peter said he woke up (had woken up) with a splitting headache and so he decided (had decided) to take a painkiller.)
K posunu (do předminulého času) také nedochází v případě časových souvětí:
( They said that when they were traveling to Germany they could not exceed the speed limit with their car.)

### V jakých případech se souslednost neaplikuje
1. jde-li o minulost blíže určenou datem

She told me that she was born in 1956. I knew that this statue was erected in 1789.
1. jde-li o obecně platné tvrzení

Children did not know that the Sun is in the Solar System. She had no idea that New York is a city in the USA.
1. jde-li o děj, který v přítomnosti stále platí

She knew that the English king is Charles III. They found that this way is much shorter.